# Takaharu Furukawa
Pour les articles homonymes, voir Furukawa.
Takaharu Furukawa (古川高晴, Furukawa Takaharu), né le 9 août 1984, à Aomori, au Japon, est un archer japonais.

## Carrière

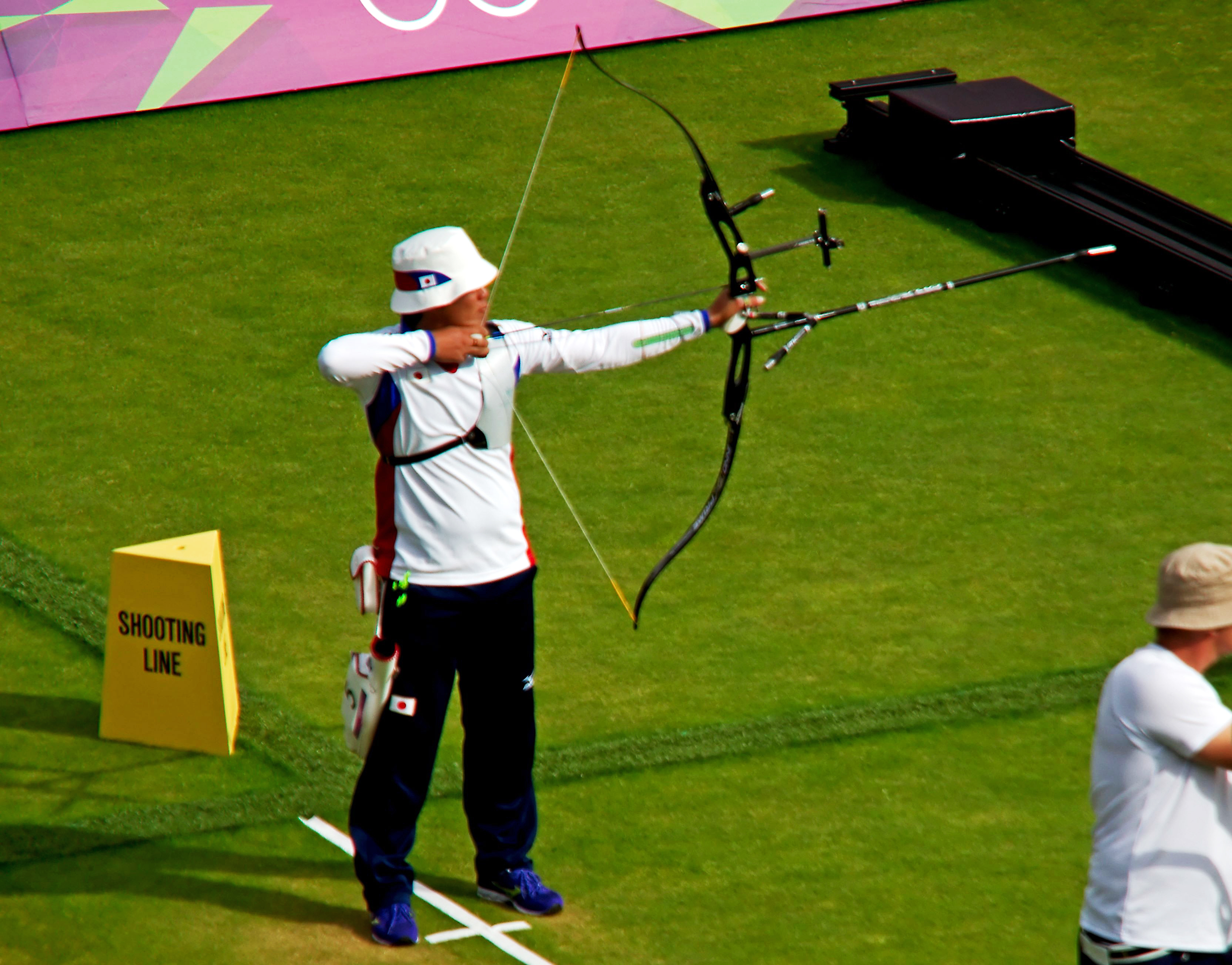
Takaharu Furukawa aux Jeux olympiques de 2012.

Takaharu Furukawa obtient la médaille d'argent en individuel aux Jeux olympiques d'été de 2012 à Londres ; il est défait en finale par le Sud-Coréen Oh Jin-hyek.